# Eriogonum pyrolifolium
Espèce
Eriogonum pyrolifolium est une espèce de plantes à fleurs de la famille des Polygonaceae.
Elle est originaire de l'ouest de l'Amérique du Nord, de la Colombie-Britannique aux hautes montagnes de la Californie.
C'est une petite plante ligneuse vivace atteignant une hauteur et un diamètre maximum d'environ 20 centimètres, y compris l'inflorescence. Les feuilles, arrondies ou ovoïdes, velues, pétiolées sont situées à la base de la plante; elles ressemblent à des feuilles de pyroles d'où l'épithète spécifique. Les fleurs, en grappes, apparaissent sur les tiges qui peuvent être dressées ou recourbées vers le sol. Les fleurs sont généralement roses.

## Galerie

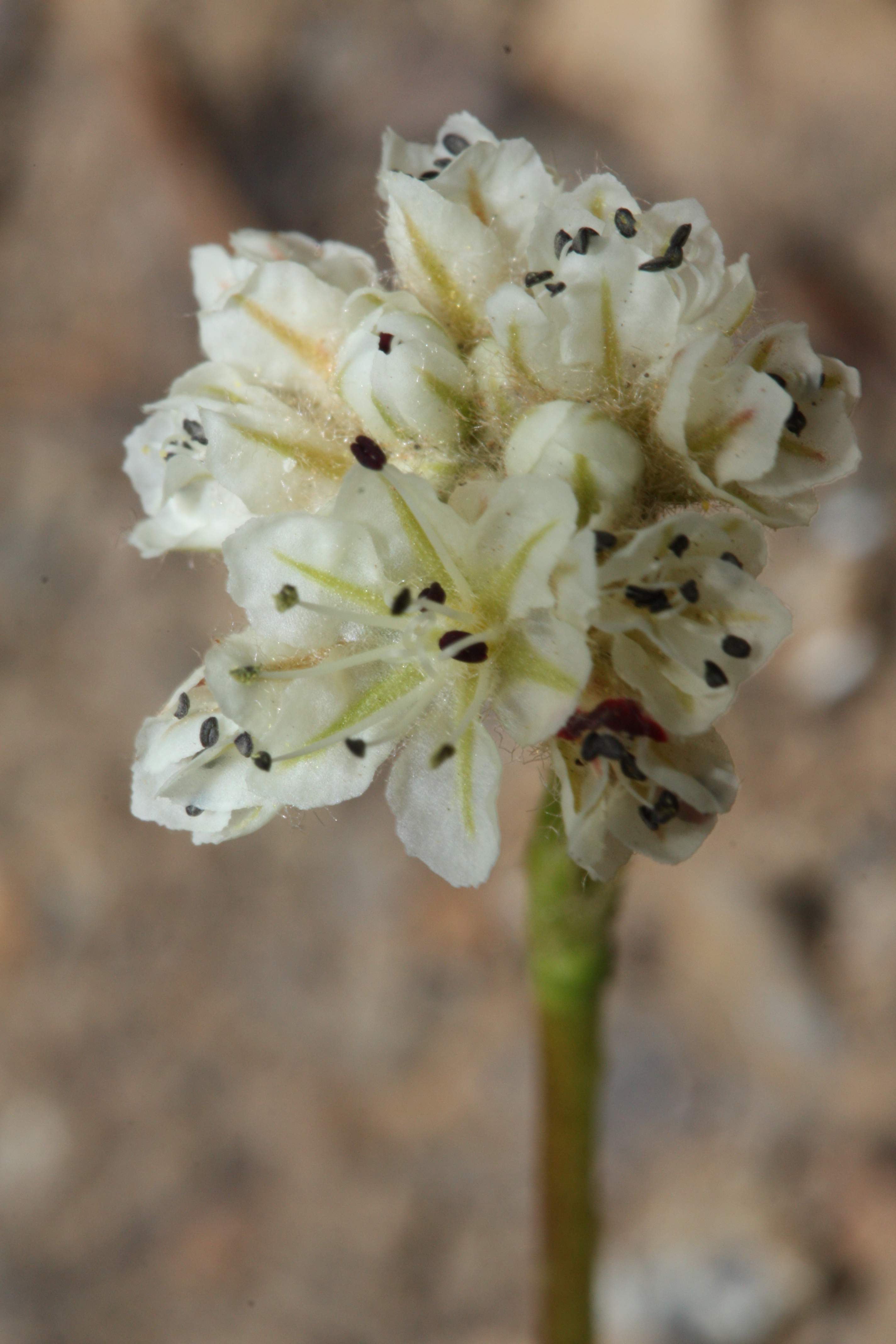
Inflorescence.
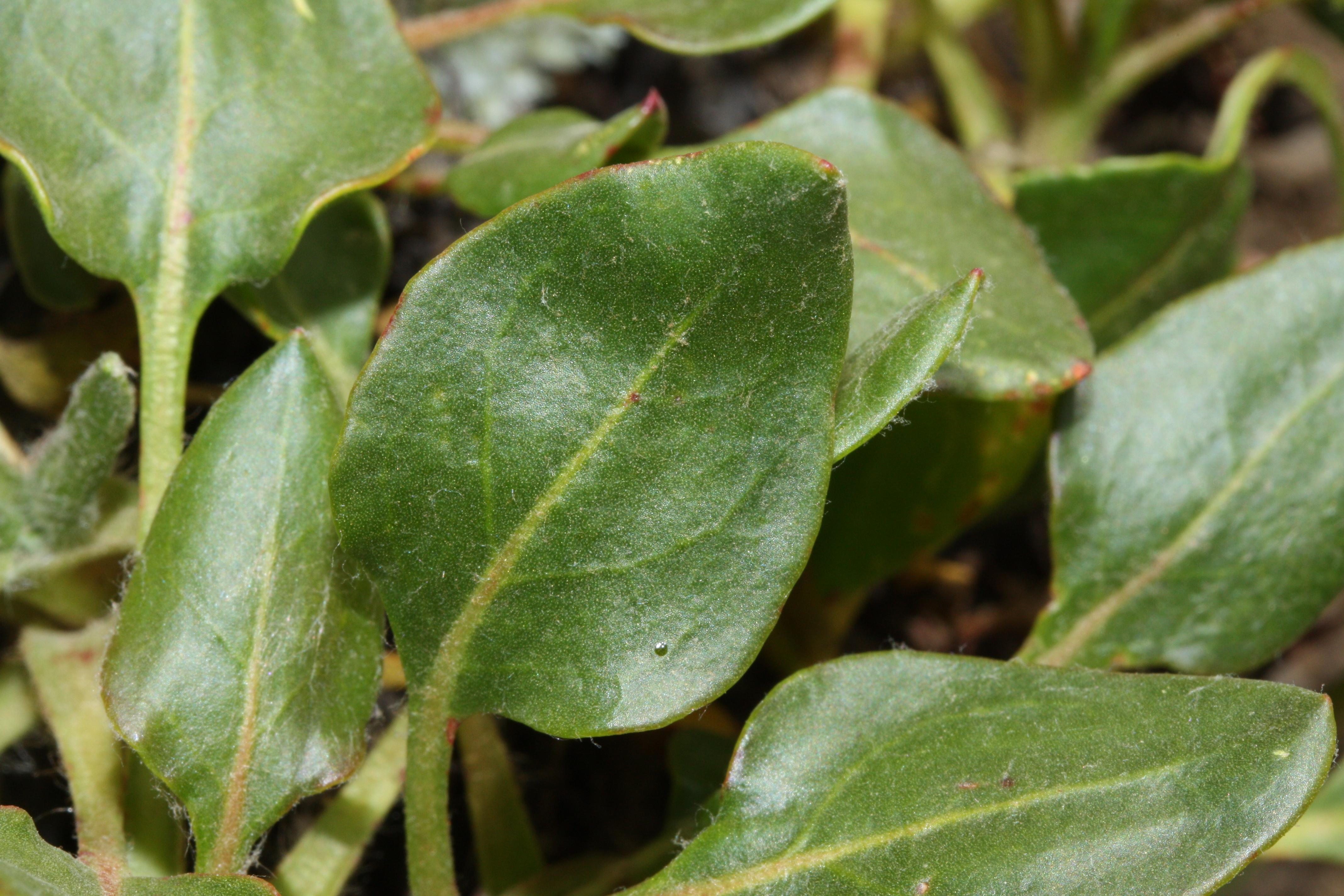
Feuilles.